# Poppy 3A
Poppy 3A (wysłany pod nazwą Solrad 7A, ang. Solar Radiation 7A – „promieniowanie słoneczne”) – amerykański satelita wywiadu elektronicznego serii Poppy, będącej bezpośrednią kontynuacją serii GRAB. Podobnie jak inne satelity obu tych serii, miał zbierać dane o parametrach pracy radzieckich radarów obrony powietrznej i antybalistycznej. Prawdziwy główny cel jego misji pozostawał utajniony do 2005. Zbudowany przez Naval Research Laboratory, NRL.

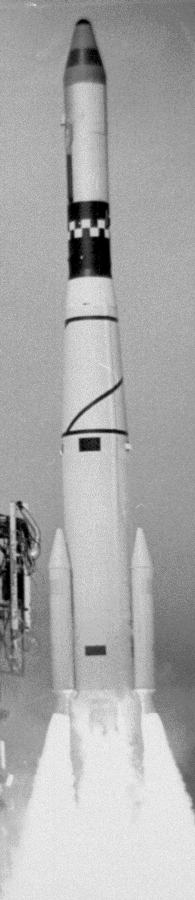
Start rakiety Thor SLV-2A Agena D z ładunkiem 5 satelitów, Composite 4

Wystrzelony na orbitę 11 stycznia 1964 razem z Poppy 3B, Poppy 3C, SECOR 1B i FTV 2354. Statek pozostaje na orbicie okołoziemskiej, której trwałość szacuje się na 1000 lat.

## Nazewnictwo
By prawdziwe – wywiadowcze przeznaczenie satelitów nie było jasne dla ZSRR, satelity serii GRAB oraz część satelitów serii Poppy wysłano pod nazwą Solrad. Miało to wskazywać, że będą one prowadzić obserwacje Słońca, co było tylko ich pobocznym zadaniem.

## Budowa i działanie
Solrad 7A należał do drugiej generacji satelitów Poppy. Jego średnica wynosiła 61 cm, a długość 81 cm. Na kadłubie satelity było umieszczonych 8 okrągłych paneli ogniw słonecznych.
Według NASA satelita prowadził monitoring słonecznego promieniowania rentgenowskiego i wyposażony był w komory jonizacyjne mierzące promieniowanie X z zakresów 0,1-0,8 nm, 0,8-1,2 nm i 4,4-6,0 nm. Na pokładzie znajdowało się także pięć fotometrów promieniowania X, cztery ultrafioletu i dwa przyrządy określające kąt padania promieni słonecznych.
Dane były przesyłane w czasie rzeczywistym na częstotliwości 136 MHz. Kilka obserwatoriów europejskich pomyślnie odebrało telemetrię satelity. Statek nadawał dane w sposób ciągły do września 1964. Sporadyczne transmisje odbierano z niego do lutego 1965. Komory jonizacyjne dla zakresów 0,8-1,6 nm i 4,4-5,5 nm zawiodły wkrótce po starcie.
Jego oś obrotu była prawie prostopadła do linii Słońce-satelita, a początkowa prędkość obrotowa statku wynosiła 120 obr./min. Podczas każdej orbity statek prowadził 10-20 minutowe sesje wymiany danych ze stacjami naziemnymi.